# Liste der Einträge im National Register of Historic Places im Caddo Parish

Lage des Caddo Parish in Louisiana

Die Liste der Registered Historic Places im Caddo Parish in Louisiana führt alle Bauwerke und historischen Stätten im Caddo Parish auf, die in das National Register of Historic Places aufgenommen wurden.

## Legende
| NRHP | Historic Place             |
| HD   | Historic District          |
| NHL  | National Historic Landmark |

## Aktuelle Einträge
| [ 2 ] | Name                                                                        | Bild                                              | Eintragsdatum        | Lage | Ort                       | Beschreibung                                                                                                |
| ----- | --------------------------------------------------------------------------- | ------------------------------------------------- | -------------------- | --- | ------------------------- | --- |
| 1     | Antioch Baptist Church                                                      | Antioch Baptist Church                            | 1982 ID-Nr. 82000431 | 1057 Texas Avenue 32° 30′ 13″ N, 93° 45′ 12″ W | Shreveport                | 1903 im neuromanischen Stil errichtete Baptistenkirche                                                      |
| 2     | C.C. Antoine House                                                          | C.C. Antoine House                                | 1999 ID-Nr. 99001013 | 1941 Perrin Street 32° 30′ 34″ N, 93° 46′ 13″ W | Shreveport                | |
| 3     | B'Nai Zion Temple                                                           | B'Nai Zion Temple                                 | 1994 ID-Nr. 93001547 | 802 Cotton Street 32° 30′ 30″ N, 93° 45′ 1″ W | Shreveport                | 1915 im Beaux-Arts-Stil errichteter jüdischer Tempel                                                        |
| 4     | C. E. Byrd High School                                                      | C. E. Byrd High School                            | 1991 ID-Nr. 91000704 | 3201 Line Avenue 32° 28′ 49″ N, 93° 44′ 43″ W | Shreveport                | 1924 errichtetes Schulgebäude                                                                               |
| 5     | Caddo Lake Bridge                                                           | Caddo Lake Bridge                                 | 1996 ID-Nr. 96001166 | Brücke des LA 538 über den Caddo Lake 32° 41′ 46″ N, 93° 57′ 29″ W | Mooringsport              | 1914 errichtete Hubbrücke                                                                                   |
| 6     | Caspiana House                                                              | Caspiana House                                    | 1981 ID-Nr. 81000288 | Campus des Health Sciences Center Shreveport des Louisiana State University System 32° 26′ 14″ N, 93° 42′ 28″ W                                                          | Shreveport                | |
| 7     | Central Fire Station                                                        | Central Fire Station                              | 1991 ID-Nr. 91000625 | 801 Crockett Street 32° 30′ 31″ N, 93° 45′ 3″ W | Shreveport                | |
| 8     | Central High School                                                         | Central High School                               | 1991 ID-Nr. 91000606 | 1627 Weinstock Street 32° 30′ 1″ N, 93° 45′ 51″ W | Shreveport                | |
| 9     | Central Railroad Station                                                    | Central Railroad Station                          | 1991 ID-Nr. 91000622 | 1025 Marshall Street 32° 30′ 32″ N, 93° 44′ 43″ W | Shreveport                | 1910 errichtete Bahnstation der damaligen Louisiana and Arkansas Railway                                    |
| 10    | Crystal Grocery                                                             | Crystal Grocery                                   | 1998 ID-Nr. 98000181 | 1124 Fairfield 32° 30′ 12″ N, 93° 45′ 1″ W | Shreveport                | |
| 11    | Davidson House                                                              | Davidson House                                    | 1983 ID-Nr. 83003604 | 654 Wichita Avenue 32° 29′ 40″ N, 93° 44′ 34″ W | Shreveport                | |
| 12    | Dodd College President's Home                                               | Dodd College President's Home                     | 1982 ID-Nr. 82002758 | 601 Ockley Drive 32° 28′ 7″ N, 93° 44′ 33″ W | Shreveport                | |
| 13    | Dunn House                                                                  | Dunn House                                        | 1998 ID-Nr. 98001423 | 9403 Greenwood Road 32° 26′ 34″ N, 93° 58′ 32″ W | Greenwood                 | |
| 14    | Fair Park High School                                                       | Fair Park High School                             | 2001 ID-Nr. 00001630 | 3222 Greenwood Road 32° 28′ 45″ N, 93° 47′ 27″ W | Shreveport                | 1928 errichtetes Schulgebäude                                                                               |
| 15    | Fairfield Historic District                                                 |                                                   | 1987 ID-Nr. 87000190 | Fairfield Avenue und angrenzende Straßen; abgrenzt durch Olive Street, Dalzell Street, Line Avenue und Kings Highway; also 948 Boulevard St. 32° 29′ 13″ N, 93° 45′ 0″ W | Shreveport                | 1996 um das Gebäude auf dem Grundstück 948 Boulevard Street erweitert                                       |
| 16    | Flesch House                                                                | Flesch House                                      | 1991 ID-Nr. 91000703 | 415 Sherwood Road 32° 27′ 10″ N, 93° 44′ 18″ W | Shreveport                | |
| 17    | First Presbyterian Church                                                   | First Presbyterian Church                         | 2011 ID-Nr. 11000358 | 900 Jordan Street 32° 29′ 55″ N, 93° 44′ 59″ W | Shreveport                | |
| 18    | Flournoy-Wise House                                                         | Flournoy-Wise House                               | 1990 ID-Nr. 90000435 | 9152 Bois d'Arc Lane 32° 26′ 29″ N, 93° 58′ 37″ W | Greenwood                 | |
| 19    | Forest Home                                                                 |                                                   | 1989 ID-Nr. 89001873 | Johns Road Ecke Johns Gin Road 32° 12′ 27″ N, 94° 1′ 32″ W | nordwestlich von Keatchie | |
| 20    | Highland Historic District                                                  | Highland Historic District                        | 1987 ID-Nr. 87000192 | Abgegrenzt durch Vine Street, Gilbert Street, Topeka Street, Irving Place 32° 29′ 50″ N, 93° 44′ 29″ W                                                                   | Shreveport                | 2001 um das von Stoner Street, Centenary Street, Kings Highway und Line Avenue abgegrenzte Gebiet erweitert |
| 21    | Holy Trinity Catholic Church                                                | Holy Trinity Catholic Church                      | 1984 ID-Nr. 84001261 | 315 Marshall Street 32° 30′ 51″ N, 93° 45′ 3″ W | Shreveport                | 1896 im neuromanischen Stil errichtete katholische Kirche                                                   |
| 22    | Jefferson Hotel                                                             |                                                   | 1989 ID-Nr. 89000977 | 907 Louisiana Avenue 32° 30′ 29″ N, 93° 44′ 53″ W | Shreveport                | |
| 23    | Kansas City Southern Depot                                                  | Kansas City Southern Depot                        | 1995 ID-Nr. 94001578 | 100 Northwest Front Street 32° 52′ 18″ N, 93° 59′ 7″ W | Vivian                    | Bahnhofsgebäude der Kansas City Southern                                                                    |
| 24    | Kansas City Southern Railroad Bridge, Cross Bayou                           | Kansas City Southern Railroad Bridge, Cross Bayou | 1995 ID-Nr. 95000347 | Brücke über einen Nebenarm des Red River 32° 31′ 10″ N, 93° 45′ 1″ W | Shreveport                | 1890 errichtete ehemalige Eisenbahnbrücke                                                                   |
| 25    | Kings Highway Christian Church                                              | Kings Highway Christian Church                    | 1989 ID-Nr. 89001042 | 806 Kings Highway 32° 28′ 53″ N, 93° 44′ 47″ W | Shreveport                | 1925 errichtete Christian Church                                                                            |
| 26    | Lakeside Municipal Golf Course                                              | Lakeside Municipal Golf Course                    | 2005 ID-Nr. 05000504 | 2200 Milam Street 32° 30′ 19″ N, 93° 46′ 39″ W | Shreveport                | |
| 27    | Lewis House                                                                 | Lewis House                                       | 1979 ID-Nr. 79001054 | 675 Jordan Street 32° 29′ 52″ N, 93° 44′ 39″ W | Shreveport                | |
| 28    | Col. Robert H. Lindsay House                                                |                                                   | 1973 ID-Nr. 73000861 | 2803 Woodlawn Avenue 32° 28′ 58″ N, 93° 43′ 46″ W | Shreveport                | |
| 29    | Line Avenue School                                                          | Line Avenue School                                | 1981 ID-Nr. 81000289 | 1800 Line Avenue 32° 29′ 39″ N, 93° 44′ 48″ W | Shreveport                | |
| 30    | Huey P. Long House                                                          | Huey P. Long House                                | 1991 ID-Nr. 91001060 | 305 Forest Avenue 32° 28′ 47″ N, 93° 44′ 10″ W | Shreveport                | 1926 im Spanish Colonial Revival genannten Stil errichtetes Wohnhaus                                        |
| 31    | Huey P. Long House                                                          |                                                   | 1991 ID-Nr. 91000701 | 2403 Laurel Street 32° 29′ 43″ N, 93° 46′ 35″ W | Shreveport                | 1918 im Queen Anne-Stil errichtetes Wohnhaus                                                                |
| 32    | Louisiana State Exhibit Building                                            | Louisiana State Exhibit Building                  | 1991 ID-Nr. 91000071 | 3015 Greenwood Road 32° 28′ 48″ N, 93° 47′ 6″ W | Shreveport                | |
| 33    | Mason House                                                                 |                                                   | 2001 ID-Nr. 01000512 | 103 Ardmore 32° 28′ 37″ N, 93° 43′ 5″ W | Shreveport                | |
| 34    | Masonic Temple                                                              | Masonic Temple                                    | 1991 ID-Nr. 91000702 | 1805 Creswell Street 32° 29′ 39″ N, 93° 44′ 29″ W | Shreveport                | 1937 im Stil der Moderne errichteter Freimaurertempel                                                       |
| 35    | Mooringsport School                                                         | Mooringsport School                               | 1996 ID-Nr. 96000605 | 602 Latimer Street 32° 41′ 14″ N, 93° 57′ 38″ W | Mooringsport              | |
| 36    | Oakland Cemetery                                                            | Oakland Cemetery                                  | 1977 ID-Nr. 77000667 | Abgegrenzt durch Milam Street, Christian Street, Sprague Street und Baker Street 32° 30′ 30″ N, 93° 45′ 16″ W                                                            | Shreveport                | |
| 37    | Ogilvie Hardware Company Building                                           |                                                   | 2000 ID-Nr. 00001210 | 217 Jones Street 32° 30′ 32″ N, 93° 44′ 31″ W | Shreveport                | |
| 38    | Old Commercial National Bank Building                                       | Old Commercial National Bank Building             | 1982 ID-Nr. 82002759 | 509 Market Street 32° 30′ 51″ N, 93° 44′ 49″ W | Shreveport                | |
| 39    | St. Mark’s Episcopal Church                                                 | St. Mark’s Episcopal Church                       | 1991 ID-Nr. 91000700 | 875 Cotton Street 32° 30′ 24″ N, 93° 45′ 4″ W | Shreveport                | 1905 im neugotischen Stil errichtete Kirche                                                                 |
| 40    | St. Paul's Bottoms                                                          |                                                   | 1984 ID-Nr. 84000033 | Abgegrenzt durch Western Avenue, Pierre Avenue, Alston Street, Christian Street, Oakland Street und Snow Street 32° 30′ 31″ N, 93° 45′ 26″ W                             | Shreveport                | 1999 um die Gebäude 1002-1162 Texas Avenue, 959-1057 Texas Avenue und 1127 Milam Street erweitert           |
| 41    | Scottish Rite Cathedral                                                     | Scottish Rite Cathedral                           | 1986 ID-Nr. 86003132 | 725 Cotton Street 32° 30′ 30″ N, 93° 44′ 56″ W | Shreveport                | 1915 im Beaux-Arts-Stil errichtete Kirche                                                                   |
| 42    | Shreveport Commercial Historic District                                     | Shreveport Commercial Historic District           | 1982 ID-Nr. 82002760 | Abgegrenzt durch Commerce Street, Crockett Street, Common Street, Travis Street und Lake Street 32° 30′ 46″ N, 93° 44′ 56″ W                                             | Shreveport                | 1997 erweitert                                                                                              |
| 43    | Shreveport Fire Station No. 8                                               | Shreveport Fire Station No. 8                     | 2000 ID-Nr. 00000683 | 3406 Velva Street 32° 28′ 49″ N, 93° 46′ 53″ W | Shreveport                | |
| 44    | Shreveport Municipal Building                                               | Shreveport Municipal Building                     | 1982 ID-Nr. 82002761 | 724 McNeil Street 32° 30′ 36″ N, 93° 44′ 55″ W | Shreveport                | |
| 45    | Shreveport Municipal Memorial Auditorium                                    | Shreveport Municipal Memorial Auditorium          | 1991 ID-Nr. 91000624 | 705 Grand Avenue 32° 30′ 28″ N, 93° 45′ 10″ W | Shreveport                | Von 1925 bis 1929 im Art-déco-Stil errichtetes Konzerthaus                                                  |
| 46    | Shreveport Water Works Company, Pump Station                                | Shreveport Water Works Company, Pump Station      | 1980 ID-Nr. 80001707 | Abseits des LA 3036 32° 31′ 3″ N, 93° 45′ 25″ W | Shreveport                | 1887 errichtetes Wasserwerk                                                                                 |
| 47    | Shreveport Woman's Department Club Building                                 | Shreveport Woman's Department Club Building       | 1985 ID-Nr. 85001590 | 802 Margaret Place 32° 29′ 47″ N, 93° 44′ 46″ W | Shreveport                | |
| 48    | South Highlands Fire Station                                                | South Highlands Fire Station                      | 1991 ID-Nr. 91000626 | 763 Oneonta Street 32° 27′ 52″ N, 93° 44′ 44″ W | Shreveport                | |
| 49    | South Highlands Historic District                                           |                                                   | 1999 ID-Nr. 99000496 | Abgegrenzt durch Richmond Avenue, Trabue Street, Line Avenue und Southfield Road 32° 27′ 48″ N, 93° 44′ 50″ W                                                            | Shreveport                | |
| 50    | Sprague Street Houses                                                       |                                                   | 1983 ID-Nr. 83003606 | 1100-1118 Sprague Street 32° 31′ 4″ N, 93° 45′ 22″ W | Shreveport                | |
| 51    | Star Cemetery                                                               | Star Cemetery                                     | 2002 ID-Nr. 01001478 | Abseits von Block 2100 Texas Avenue 32° 29′ 25″ N, 93° 46′ 8″ W | Shreveport                | |
| 52    | A.C. Steere Elementary School                                               |                                                   | 1991 ID-Nr. 91000074 | 4009 Youree Drive 32° 28′ 0″ N, 93° 43′ 17″ W | Shreveport                | 1929 errichtetes Schulgebäude                                                                               |
| 53    | Strand Theatre                                                              | Strand Theatre                                    | 1977 ID-Nr. 77000668 | 630 Crockett 32° 30′ 37″ N, 93° 44′ 59″ W | Shreveport                | 1923 errichtetes Theater                                                                                    |
| 54    | Tally's Bank                                                                |                                                   | 1976 ID-Nr. 76000963 | 525 Spring Street 32° 30′ 51″ N, 93° 44′ 47″ W | Shreveport                | |
| 55    | Taylor Wholesale Grocers and Cotton Factors Warehouse-Lee Hardware Building |                                                   | 1986 ID-Nr. 86000251 | 719, 723 und 729 Edwards Street 32° 30′ 43″ N, 93° 44′ 47″ W | Shreveport                | |
| 56    | Texas Avenue Buildings                                                      | Texas Avenue Buildings                            | 1979 ID-Nr. 79001055 | 824-864 Texas Avenue 32° 30′ 30″ N, 93° 45′ 8″ W | Shreveport                | |
| 57    | Thrasher House                                                              |                                                   | 1987 ID-Nr. 87001565 | 8515 Youree Drive, Pioneer Heritage Center 32° 25′ 54″ N, 93° 42′ 7″ W                                                                                                   | Shreveport                | |
| 58    | Trees City Office and Bank Building                                         | Trees City Office and Bank Building               | 1986 ID-Nr. 86001492 | 207 Land Avenue 32° 44′ 28″ N, 93° 58′ 13″ W | Oil City                  | |
| 59    | Trosper House                                                               | Trosper House                                     | 1987 ID-Nr. 87000728 | 304 Magnolia Street 32° 26′ 28″ N, 93° 58′ 36″ W | Greenwood                 | |
| 60    | U.S. Post Office and Courthouse                                             | U.S. Post Office and Courthouse                   | 1974 ID-Nr. 74000920 | Marshall Street Ecke Texas Street 32° 30′ 43″ N, 93° 44′ 59″ W | Shreveport                | 1910 im Stil der Neorenaissance errichtetes Gebäude für Bundesbehörden und -justiz; heute Bibliothek        |
| 61    | Samuel Wiener House                                                         | Samuel Wiener House                               | 2004 ID-Nr. 04001079 | 615 Longleaf Road 32° 28′ 3″ N, 93° 44′ 33″ W | Shreveport                | |
| 62    | Wile House                                                                  |                                                   | 1991 ID-Nr. 91001007 | 626 Wilder Place 32° 28′ 34″ N, 93° 44′ 34″ W | Shreveport                | |
| 63    | Wray-Dickinson Building                                                     |                                                   | 1983 ID-Nr. 83000492 | 308 Market Street 32° 30′ 55″ N, 93° 44′ 28″ W | Shreveport                | |
| 64    | YMCA, Downtown Branch                                                       | YMCA, Downtown Branch                             | 1991 ID-Nr. 91000621 | 400 McNeill Street 32° 30′ 45″ N, 93° 45′ 4″ W | Shreveport                | |